# Haplorhabdus nymani
Haplorhabdus nymani är en skalbaggsart som beskrevs av Aurivillius 1917. Haplorhabdus nymani ingår i släktet Haplorhabdus och familjen långhorningar. Inga underarter finns listade i Catalogue of Life.